# Julio César Cadena
Pour les articles homonymes, voir Cadena.
Cadena  Villegas est un nom espagnol. Le premier nom de famille, en général paternel, est Cadena ; le second, en général maternel, souvent omis, est Villegas.
Julio César Cadena Villegas, né le 29 août 1963 à Fusagasugá (département de Cundinamarca), est un coureur cycliste colombien des années 1980 et 1990, professionnel de 1987 à 1994.

## Biographie
Sa victoire dans la 10e étape du Tour d'Espagne 1992 est sa seule et remarquable victoire sur le circuit européen.
Il s'initie au vélo en 1981 quand il participe à la Clásica de Turismeros. Un an plus tard, il prend part à la Vuelta de la Juventud qu'il termine anonymement à la 41e place. En 1984, il s'impose dans le Tour de Guadeloupe.
Encore amateur, Cadena participe avec sa sélection nationale à la Ronde de l'Isard 1986 qu'il remporte. Puis quelques jours plus tard, il prend part au Critérium du Dauphiné libéré. Il endosse le maillot de leader à la suite d'une longue échappée dans la 6e étape qui arrive à Albertville. Le lendemain, dans la descente du col Luitel, il glisse sur un bidon et se retrouve dans le ravin... Il abandonne le maillot de leader dès le soir même,.
En 1987, il participe à son premier Tour de France. Dans la 8e étape, il s'échappe, après une prime, au 27e km. Il restera seul en tête pendant 167 km, rattrapé par le peloton à 11 km de l'arrivée. Lors de cette étape, il sera le premier Colombien leader virtuel du classement général d'un Tour de France.

## Équipes
- Amateurs :
  - 1984 :  Ferretería Reina (Tour de Colombie[7])
  - 1985 :  Sélection régionale de Cundinamarca (Tour de Colombie[8])
  - 1986 :  Sélection nationale amateur de Colombie (Dauphiné Libéré)
- Professionnelles[9] :
  - 1987 :  Piles Varta - Café de Colombia
  - 1988 :  Café de Colombia
  - 1989 :  Café de Colombia - Mavic
  - 1990 :  Café de Colombia
  - 1991 :  Kelme - Ibexpress - CAM
  - 1992 :  Kelme
  - 1993 :  Kelme - Xacobeo '93
  - 1994 :  Kelme - Avianca

## Palmarès
- 1984
  - Tour de Guadeloupe
- 1986
  - Ronde de l'Isard
- 1990
  - 3e étape du GP Internacional de Café
- 1992
  - 10e étape du Tour d'Espagne

## Résultats sur lesgrands tours

### Tour de France
4 participations.
- 1987 : 46e du classement général.
- 1988 : 42e du classement général.
- 1989 : 76e du classement général.
- 1994 : 85e du classement général.

### Tour d'Espagne
4 participations.
- 1988 : 57e du classement général.
- 1990 : abandon lors de la 21e étape.
- 1992 : 30e du classement général et vainqueur de la 10e étape.
- 1994 : 50e du classement général.

### Tour d'Italie
2 participations.
- 1989 : 33e du classement général.
- 1993 : 51e du classement général.

## Résultats sur les championnats

### Championnats du monde professionnels
2 participations.
- 1987 : abandon.
- 1993 : abandon.